# Ohmsk kontakt
En ohmsk kontakt eller ohmsk overgang er en ikke-ensrettende-overgang: En elektrisk overgang mellem to ledere, der har en linear strøm-spænding (I-V) kurve som i Ohms lov.
Lav resistans ohmsk kontakt anvendes til at lade ladning flyde let i begge retninger mellem de to ledere, uden at blokere grundet ensretning eller for meget energiafsættelse grundet spændingstærskler. Ladning kan fx formidles via elektroner og elektronhuller.
Til sammenligning kaldes en overgang eller kontakt, som ikke udviser en linear I-V kurve, for en ikke-ohmsk-overgang. Ikke-ohmske-kontakter kommer i mange former: pn-overgang, Schottky-barriere, ensrettende hetero-overgang, breakdown overgang, osv.).
Generelt henfører termen "ohmsk kontakt" implicit til en metal-halvleder-overgang, som kan få ohmsk opførsel ved anvendelse af omhyggelige teknikker. Metal-metal ohmske kontakter er relativt simple at lave ved at sikre direkte kontakt mellem metaller uden intervenerende lag af isolerende forurening eller oxidation; forskellige teknikker bliver anvendt til at skabe ohmske metal-metal overgange (lodning, svejsning, krimpning, elektroplating, osv.).
Denne artikel fokuserer på metal–halvleder ohmske kontater.

## Forberedelse og karakterisering af ohmske kontakter
Fabrikation af ohmske kontakter er et gennemforsket del af materialevidenskab, som på trods af det stadig er et slags kunst. Den reproducerbare, pålidelige fabrikation af kontakter hviler på ekstrem renlighed af halvlederoverfladerne. Da en indfødt oxid hurtigt dannes på overfladen af fx silicium, kan kontaktens ydelse afhænge minutiøst af overfladeforberedelsen.
Ofte bliver kontaktområderne kraftigt doterede for at bibringe til den ønskede gode ohmske kontakt. Som en tommelfingerregel, er det lettere at lave ohmske kontakter, når halvlederen er kraftigt doteret nær overgangen; en høj dotering minsker rumladningsområdet ved grænsefladen og tillader elektroner af flyde let i begge retninger ved alle forspændinger via tunnelering gennem rumladningsområdet.

## Teknologisk vigtige typer af kontakter
Moderne ohmske kontakter til silicium såsom titaniumwolframdisilicid er typisk silicider lavet via CVD.     
Formation af kontakter til legeringshalvledere er betydeligt sværere end med silicium. Fx har GaAs-overflader en tendens til at miste arsen og tendensen til arsen tab kan øges gevaldigt ved metalafsættelsen. En løsning for GaAs og andre legeringshalvledere er at afsætte en lav-båndgab legeringskontaktlag i stedet for et kraftigt doteret lag. Fx har GaAs selv et mindre båndgab end AlGaAs og derfor kan et lag af GaAs nær dets overflade promovere ohmsk opførsel. Generelt er den ohmske kontakt teknologi for III-V og II-VI legeringshalvledere meget mindre udviklet end for silicium.
| Materiale     | Kontaktmaterialer                                  |
| ------------- | -------------------------------------------------- |
| Si            | Al, Al-Si, TiSi2, TiN, W, MoSi2, PtSi, CoSi2, WSi2 |
| Ge            | In, AuGa, AuSb                                     |
| GaAs          | AuGe, PdGe, PdSi, Ti/Pt/Au                         |
| GaN           | Ti/Al/Ti/Au, Pd/Au                                 |
| InSb          | In                                                 |
| ZnO           | InSnO2 (også kendt som ITO), Al                    |
| CuIn1-xGaxSe2 | Mo, InSnO2                                         |
| HgCdTe        | In                                                 |

Gennemsigtige eller halvgennemsigtige kontakter er nødvendig for aktiv matrix LCD-skærme, optoelektronik enheder såsom laserdioder og fotovoltaik. Det mest populære valg er indiumtinoxid, et metal som dannes ved reactiv sputtering af et In-Sn mål i en oxid atmosfære.